# St. Lupus (Köln)

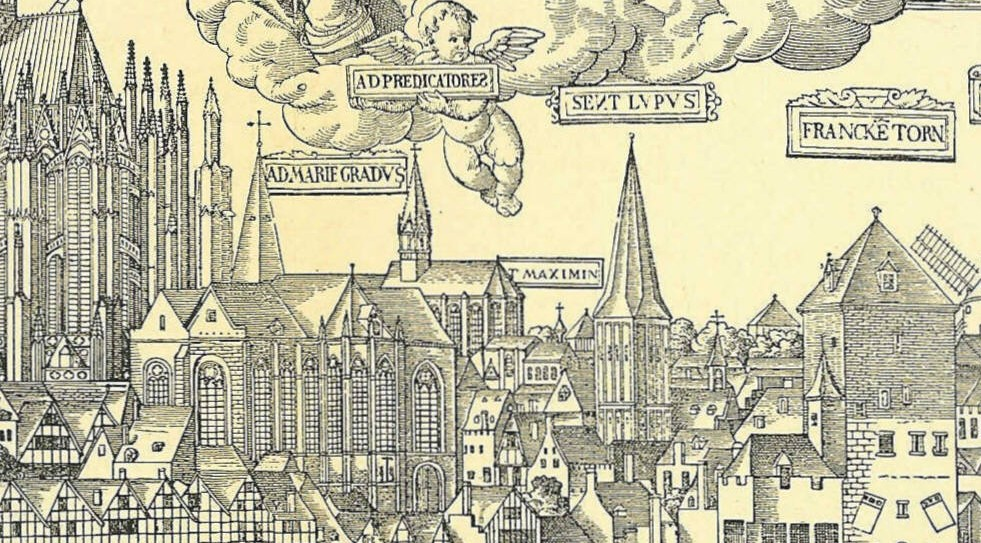
Ausschnitt "Große Ansicht von Köln", Kölner Stadtansicht von 1531 des Anton Woensam. Links neben dem Frankenturm (rechts im Bild) ist St. Lupus deutlich erkennbar

St. Lupus ist der Name einer ehemaligen katholischen Pfarrei, Pfarrkirche und eines Hospitales in der Kölner Altstadt-Nord in Höhe der heutigen Trankgasse. 
Ihr Patrozinium war das des französischen Heiligen Lupus, der heilige Kunibert soll ihr Begründer gewesen sein. Sie gehörte dem Stift St. Kunibert an, war später Dompfarre und wurde 1171 in einer Stiftung für das Jahresgedächtnis des Erzbischofs Rainald von Dassel mit 13 weiteren Pfarreien und Kapellen erstmals als Pfarrkirche erwähnt. Die Kirche stand bis zu ihrem Abriss 1808 an der Kreuzung Trankgasse/Maximinenstraße auf dem Gelände des heutigen Hauptbahnhofsvorplatzes. Der quadratische Kirchturm der einschiffigen Kirche hatte einen Spitzhelm ähnlich dem damaligen von St. Ursula und dem heutigen von St. Severin. Im schriftlichen Nachweis für den ersten Biergenuss in Köln anlässlich des Todes Erzbischofs Hermann III. von Hochstaden wurde bereits im Jahre 1099 der Name St. Lupus in Verbindung mit dem Hospital erwähnt.
1515 wurde eine Josefsbruderschaft an St. Lupus mit der Genehmigung des Kölner Erzbischofs Hermann V. von Wied gegründet. Unter der Bedingung, jeden Sonntag dreimal für das Seelenheil der verstorbenen Mitbrüder und -schwestern zu beten, durften Arme gebührenfrei Mitglieder werden.
Die Predigtkanzel von 1630 befindet sich heute in der Pfarrkirche St. Brictius.